# Tanafjord
Der Tanafjord (samisch: Deanuvuotna) ist ein Fjord in der norwegischen Provinz Finnmark an den Ufern der Kommunen Gamvik, Berlevåg und Tana. Der Fjord erstreckt sich von der Barentssee 65 km nach Süden bis zur Siedlung Smalfjord am Fjordende. Westlich des Fjords liegt die Nordkinnhalbinsel, östlich die Varangerhalbinsel.
Die Fjordeinfahrt liegt zwischen Omgangsneset im Westen und Skarveneset im Osten. Der Tanafjord hat viele Seitenarme, an deren Enden die meisten Siedlungen liegen.
Seitenfjorde des Tanafjord sind an seiner Westseite Tyfjord, Skarfjord, Rafjord, Hopsfjord und Langfjord sowie an seiner Ostseite der Trollfjord.
Der Fjord teilt sich an seinem Ende in fünf Arme auf. Von Westen nach Osten sind dies Vestertana, Tarmfjord, Smalfjord, die Mündung des Flusses Tanaelva sowie Leirpollen.
Die Straßen Riksvei 98 und Riksvei 890 verlaufen entlang dem Fjordende.